# Naturalistischer Fehlschluss
Als naturalistischer Fehlschluss (englisch naturalistic fallacy) wird der Versuch bezeichnet, die Eigenschaft „gut“ als eine bestimmte deskriptive, natürliche oder metaphysische Eigenschaft oder Relation zu definieren. Der naturalistische Fehlschluss wurde von George Edward Moore 1903 in seinem Werk Principia ethica beschrieben. Nach Moore ist der naturalistische Fehlschluss sowohl ein Fehlschluss der naturalistischen Ethik als auch der meisten nicht-naturalistischen Ethiken, insbesondere auch aller metaphysischen Ethiken, und stellt einen Fall von Reduktionismus dar.
Es besteht eine gewisse Verwandtschaft zum moralistischen Fehlschluss, der unterstellt, dass Eigenschaften, die mit bestimmten ethischen Werten belegt sind, natürliche Tendenzen zum Ausdruck bringen. Moores Argument richtet sich gegen die Reduktion von ethischen und natürlichen oder metaphysischen Prädikaten in beide Richtungen.
Ein bekanntes Beispiel ist die Herleitung eines „Rechts des Stärkeren“ aus der Beobachtung, dass in der Natur der Stärkere überlebe (in der Überzeugung, dass dieses Natürliche gut sei).

## Moores Argument
Laut Moore lassen sich wertende (präskriptive) Aussagen nicht ausgehend von natürlichen oder übernatürlichen Eigenschaften definieren. Bereits David Hume hatte darauf hingewiesen, dass man ohne zusätzliche Annahmen nicht von einer Beschreibung des Zustands der Welt auf ein ethisches Gebot schließen kann (Humes Gesetz). Der Versuch, so zu schließen, wird daher auch als „Sein-Sollen-Fehlschluss“ bezeichnet. Ein korrekter Schluss auf eine wertende Aussage setzt mindestens eine wertende Prämisse voraus. Nach Moore muss in dieser Prämisse gut, geboten oder ein vergleichbares Wertprädikat zumindest implizit vorkommen und auf beschreibende Prädikate zurückgeführt werden. Nach Moore macht eine solche Prämisse naturalistische Begründungen der Ethik zu einer petitio principii (dt. Zirkelschluss).
Im Unterschied zu Hume spricht Moore genau genommen auch nicht von einer Schlussweise, wie die deutsche Übersetzung nahelegt, sondern von fallacy, also einem Irrtum. Ob die als naturalistischer Fehlschluss bezeichnete Schlussweise tatsächlich ein Fehlschluss oder ein logischer Irrtum ist, ist in der Tat umstritten und zum Beispiel davon abhängig, ob sich deskriptive und präskriptive Prädikate immer klar unterscheiden lassen. Moore lehnt die Möglichkeit ab, das Gute so zu definieren, wie es naturalistische oder die von ihm als metaphysisch eingeordneten Ethiken versuchen. Gemäß seiner metaethischen Position soll intuitiv entscheidbar sein, welche Dinge als gut (oder auch als schlecht) klassifiziert werden können. Darauf baut Moore eine intuitionistische Ethik auf. Hingegen ließe sich bei jedem Definitionsvorschlag immer hinterfragen, ob die vorgeschlagene Eigenschaft denn wirklich gut sei, das heißt eine ethische Verpflichtung mit sich bringe, beziehungsweise positive Wertzuschreibungen zur Folge habe (das Argument der offenen Frage). Auch weil der behauptete Fehlschluss oder Irrtum also nicht speziell nur ein Problem des ethischen Naturalismus ist, wie es die Bezeichnung „naturalistic fallacy“ zunächst nahelegt, wird diese gelegentlich als unzutreffend kritisiert.

## Beispiele in denPrincipia ethica
Als Beispiel für einen naturalistischen Fehlschluss innerhalb einer naturalistischen Ethik nennt Moore in seinen Principia ethica den in naturalistischen Kreisen populären Vorschlag, dass gut mit natürlich gleichzusetzen ist. Dies sei jedoch falsch, da Natürliches, soweit damit Normales oder Notwendiges gemeint ist, nicht ernsthaft als immer gut oder als die einzig guten Dinge angenommen werden könne:

“As typical of naturalistic views, other than Hedonism, there was first taken the popular commendation of what is natural: it was pointed out that by natural there might here be meant either normal or necessary, and that neither the normal nor the necessary could be seriously supposed to be either always good or the only good things.”

Ebenso sieht Moore die Gleichsetzung von gut und angenehm (pleasant) oder wünschenswert (desirable), wie von den Hedonisten, bzw. dem Utilitaristen John Stuart Mill angenommen wurde, als naturalistischen Fehlschluss an. Dabei stellt er fest, dass für Mill als desirable implizit nur solche Wünsche gelten würden, die erwünscht sein sollten:

“Mill has made as naïve and artless a use of the naturalistic fallacy as anybody could desire. “Good”, he tells us, means “desirable”, and you can only find out what is desirable by seeking to find out what is actually desired […]. The fact is that “desirable” does not mean “able to be desired” as “visible” means “able to be seen.” The desirable means simply what ought to be desired or deserves to be desired; just as the detestable means not what can be but what ought to be detested […]”

Naturalistische Fehlschlüsse kommen nach Moore aber auch in den metaphysischen Ethiken vor. Als Beispiel nennt Moore die Ethiken von Spinoza, Kant und den Stoikern. Beispielsweise könne das Gute nicht allein durch das Befolgen von metaphysisch begründeten Anweisungen, egal ob im Sinne eines kategorischen Imperativs oder der Gebote einer übernatürlichen Autorität, definiert werden:

“And Kant also commits the fallacy of supposing that 'This ought to be' means 'This is commanded'. He conceives the Moral Law to be an Imperative. And this is a very common mistake.”

## Bartleys Argument
Aus der Sicht von W. W. Bartley ist der naturalistische Fehlschluss schon deshalb unzulässig, weil er die Möglichkeit von Begründung voraussetzt. Bartley interpretiert jedoch das Münchhausen-Trilemma so, dass es keine absoluten Begründungen geben kann, also kann ein Sollen auch nicht hinreichend durch ein Sein begründet werden. Stattdessen können für ihn nur Konsistenzprüfungen je innerhalb der Mengen der präskriptiven und der deskriptiven Aussagen vorgenommen werden: Man könne prüfen, ob das, was getan werden soll, vereinbar mit anderen Dingen ist, die auch getan werden sollen. Auch könne man das Sollen mit dem Sein kritisieren, indem geprüft wird, ob das, was getan werden soll, auch getan werden kann. Logisch gesehen könne man also ethische Forderungen nicht aus empirischen Theorien herleiten, sondern nur falsifizieren; hier sieht Bartley eine Analogie zum Verhältnis von empirischen Theorien und Beobachtungssätzen im kritischen Rationalismus.

## Kritik
Die Enzyklopädie der Philosophie teilt die Kritiker an der Konzeption des Naturalistischen Fehlschlusses nach ihren Ablehnungsgründen ein in ontologische Ethiker, naturalistische Reduktionisten und interne Realisten.
Gegen die These, dass sich das Prädikat „ist gut“ nicht auf ein deskriptives reduzieren lässt, wird von Vertretern des Naturrechts unter anderem angeführt, dass es keine Alternative zum Sein gibt. Wenn nicht aus dem Sein das Sollen zwingend hergeleitet werden könne, dann wäre überhaupt keine Ethik möglich, da das Nichts gerade nichts begründen kann. Im Übrigen ist auch die Intuition ein Sein, allerdings ist sie alleine nicht ausreichend für eine wissenschaftliche Begründung eines ethischen Systems. Nach der Lehre des Naturrechts ist das Gute das Seinsgerechte, also das dem unveränderlichen Wesen der Dinge Entsprechende.
Kritisiert wurden die Annahmen hinter dem Konzept des naturalistischen Fehlschlusses auch von Linguisten. In seinem Beitrag zur Sprechakttheorie spricht John Searle vom „Fehlschluss des naturalistischen Fehlschlusses“ (naturalistic fallacy fallacy). In der sprachlichen Beschreibung dessen, was ist, seien zwangsläufig normative Elemente enthalten. Was in den Kanon menschlicher Sprache und damit den Diskurs aufgenommen werde, sei dadurch bereits wertend verändert worden. Deshalb könne es keine „wertfreie“ Beschreibung objektiver Dinge geben, und das Sollen sei bereits implizit in der Benennung dessen, was ist, enthalten. Auch Hilary Putnams Interner Realismus geht davon aus, dass der Übergang von Tatsachenaussagen zu Aussagen über Normen und Werte möglich ist.
Kritisch betrachtet wurde der Naturalistische Fehlschluss unter anderen durch William K. Frankena in einem Artikel in dem Journal Mind. Frankenas Ansatz wurde etwa von Arthur Norman Prior aufgegriffen, der in Logic and the Basis of Ethics eine historische Analyse der Sein-Sollen-Dichotomie unternimmt und festhält, dass Moores Formulierung zur Zurückweisung eines intelligenten Naturalismus nicht ausreicht.